# Copa da AFC de 2011 AFC - fase de grupos
Sumário das partidas da fase de grupos da Copa da AFC de 2011.
Um total de 32 equipes, 20 da Ásia Ocidental e 12 da Ásia Oriental, irão competir na Fase de grupos da Copa da AFC de 2011. 28 equipes com entradas diretas e 4 equipes perdedoras do Fase preliminar da Liga dos Campeões da AFC de 2011 (duas da Ásia Ocidental e duas da Ásia Oriental).
Os 32 times foram sorteados em oito grupos de quatro. O sorteio da fase de grupos foi realizada em Kuala Lumpur, Malásia em 7 de dezembro de 2010.
Os vencedores e segundos classificados de cada grupo avançam para a Oitavas de final.

## Grupos

### Grupo A
| 1 de Março de 2011 | Dempo SC              | 2 - 1     | Al-Tilal   | Shree Shiv Chhatrapati Sports Complex, Balewadi |
| 18:30 UTC+5:30     | Beto 51' · Soleye 67' | Relatório | Tafese 77' | Público: 1,000 Árbitro: KUW Yousef Al-Marzouq   |

| 1 de Março de 2011 | Nasaf Qarshi                                    | 3 - 0     | Al-Ansar | Markaziy Stadium, Qarshi                       |
| 19:00 UTC+5        | Bošković 44' · Perepļotkins 72' · Otaquziev 77' | Relatório |          | Público: 15,000 Árbitro: KYR Dmitry Mashentsev |

| 15 de Março de 2011 | Al-Tilal                   | 2 - 3     | Nasaf Qarshi                             | May 22 Stadium, Aden                               |
| 16:00 UTC+3         | Geleta 50' · Motshumba 62' | Relatório | Turaev 13' · Karimov 65' · Gevorkyan 88' | Público: 3,000 Árbitro: SRI Perera Hettikankanamge |

| 15 de Março de 2011 | Al-Ansar                         | 2 - 0     | Dempo SC | Camille Chamoun Sports City Stadium, Beirut  |
| 17:30 UTC+2         | Nascimento 32' · Nasseredine 63' | Relatório |          | Público: 4,000 Árbitro: JOR Naser Al Ghafary |

| 12 de Abril de 2011 | Dempo SC | 0 - 4     | Nasaf Qarshi                                                     | Shree Shiv Chhatrapati Sports Complex, Balewadi          |
| 18:30 UTC+5:30      |          | Relatório | Yunusov 4' · Turaev 11' · Mirkholdirshoev 72' · Pereplotkins 84' | Público: 200 Árbitro: JOR Mohammad Mousa Khalaf Abu Loum |

| 12 de Abril de 2011 | Al-Tilal   | 1 - 4     | Al-Ansar                                          | Prince Mohammed Stadium, Zarqa (Jordânia)1             |
| 16:00 UTC+3         | Geleta 25' | Relatório | Nasseredine 37', 66' · Nascimento 40' · Kojok 89' | Público: 150 Árbitro: IRQ Kadhoum Odah Lazeem Al-Saedi |

| 27 de Abril de 2011 | Nasaf Qarshi                                                                                                 | 9 - 0     | Dempo SC | Markaziy Stadium, Qarshi                   |
| 19:00 UTC+5         | Bošković 12', 45+2', 56', 77' · Pereplotkins 26' · Shomurodov 28' · Gevorkyan 33', 64' · Mirkholdirshoev 81' | Relatório |          | Público: 12,567 Árbitro: TJK Rustam Kholov |

| 27 de Abril de 2011 | Al-Ansar | 0 - 2     | Al-Tilal                  | Camille Chamoun Sports City Stadium, Beirut  |
| 18:00 UTC+3         |          | Relatório | Motshumba 20' · Salem 78' | Público: 1,000 Árbitro: OMA Ibrahim Al-Hosni |

| 4 de Maio de 2011 | Al-Tilal                 | 2 - 2     | Dempo SC              | Jawaharlal Nehru Stadium, Goa (Índia)2 |
| 16:00 UTC+3       | Al-Ghazi 41' · Salem 83' | Relatório | Beto 28' · Soleye 46' | Público: 3,000 Árbitro: HKG Ng Kai Lam |

| 4 de Maio de 2011 | Al-Ansar        | 1 - 4     | Nasaf Qarshi                                                 | Camille Chamoun Sports City Stadium, Beirut |
| 18:00 UTC+3       | Nasseredine 26' | Relatório | Bošković 15' · Otakuziyev 89' · Turaev 90+2' · Kamolov 90+4' | Público: 750 Árbitro: HKG Ng Chiu Kok       |

| 11 de Maio de 2011 | Dempo SC              | 2 - 1     | Al-Ansar       | Shree Shiv Chhatrapati Sports Complex, Balewadi |
| 18:30 UTC+5:30     | Beto 23' · Soleye 44' | Relatório | Jounaidi 90+3' | Público: 200 Árbitro: BHR Salah Abbas Al-Abbasi |

| 11 de Maio de 2011 | Nasaf Qarshi                                                             | 7 - 1     | Al-Tilal   | Markaziy Stadium, Qarshi                         |
| 19:00 UTC+5        | Bošković 4', 30' · Gevorkyan 7' · Otakuziyev 25', 35', 37' · Yunusov 57' | Relatório | Geleta 32' | Público: 13,000 Árbitro: TKM Charymurat Kurbanov |

Notas
- Nota 1: Al-Tilal v Al-Ansar transferido para Jordânia devido aos protestos no Iêmen.[2]
- Nota 2: Al Tilal v Dempo transferido para Índia devido aos protestos no Iêmen.[3]

### Grupo B
| 1 de Março de 2011 | Al-Saqr      | 1 - 2     | Al-Ittihad               | Ali Muhesen Stadium, San‘a’                |
| 16:00 UTC+3        | Al-Qatta 64' | Relatório | Konate 52' · Rasheed 81' | Público: 400 Árbitro: OMA Ibrahim Al-Hosni |

| 1 de Março de 2011 | Al-Qadsia                                      | 4 - 0     | Shurtan | Mohammed Al-Hamad Stadium, Hawally           |
| 18:15 UTC+3        | Al Khatib 12' · Al Enezi 56', 70' · Ajab 90+1' | Relatório |         | Público: 500 Árbitro: IRN Yadollah Jahanbazi |

| 15 de Março de 2011 | Al-Ittihad | 0 - 2     | Al-Qadsia                      | Aleppo International Stadium, Alepo                   |
| 19:00 UTC+2         |            | Relatório | Al Khatib 60' · Al Enezi 90+1' | Público: 30,000 Árbitro: BHR Zakareya Ebrahim Isa Ali |

| 15 de Março de 2011 | Shurtan                                                                        | 7 - 2     | Al-Saqr                     | Ghuzor Stadium, Ghuzor                    |
| 16:30 UTC+5         | Afonin 42', 56' · Vujović 49' · Erkinov 52', 65' · Taran 77' · Ubaydullaev 80' | Relatório | Abdullah 68' · Ndombe 90+2' | Público: 6,225 Árbitro: TJK Rustam Kholov |

| 12 de Abril de 2011 | Al-Qadsia                                   | 3 - 0     | Al-Saqr | Mohammed Al-Hamad Stadium, Hawally    |
| 18:30 UTC+3         | Al Khatib 10' · Al Enezi 11' · Al Hendi 77' | Relatório |         | Público: 100 Árbitro: LIB Ali Sabbagh |

| 13 de Abril de 2011 | Shurtan   | 1 - 1     | Al-Ittihad | Ghuzor Stadium, Ghuzor                          |
| 17:00 UTC+5         | Taran 45' | Relatório | Jugović 3' | Público: 6,350 Árbitro: TKM Charymurat Kurbanov |

| 15 de Abril de 20113 | Al-Saqr                  | 2 - 2     | Al-Qadsia          | Ali Muhesen Stadium, San‘a’                     |
| 16:00 UTC+3          | Al Tahesh 22' · Abay 59' | Relatório | Al Khatib 68', 85' | Público: 500 Árbitro: BHR Salah Abbas Al-Abbasi |

| 26 de Abril de 2011 | Al-Ittihad | 0 - 0     | Shurtan | Aleppo International Stadium, Alepo          |
| 19:00 UTC+3         |            | Relatório |         | Público: 8,000 Árbitro: JOR Naser Al-Ghafary |

| 4 de Maio de 2011 | Al-Ittihad            | 2 - 0     | Al-Saqr | Aleppo International Stadium, Alepo                      |
| 19:00 UTC+3       | Konate 59', 65' (pên) | Relatório |         | Público: 6,500 Árbitro: IRQ Kadhoum Odah Lazeem Al-Saedi |

| 4 de Maio de 2011 | Shurtan         | 1 - 1     | Al-Qadsia     | Ghuzor Stadium, Ghuzor                        |
| 17:00 UTC+5       | Khazigaliev 69' | Relatório | Al Khatib 45' | Público: 7,000 Árbitro: KYR Dmitry Mashentsev |

| 11 de Maio de 2011 | Al-Saqr | 0 - 1     | Shurtan     | Aleppo International Stadium, Alepo (Síria)4 |
| 16:00 UTC+3        |         | Relatório | Vujović 50' | Público: 300 Árbitro: THA Apisit Aonrak      |

| 11 de Maio de 2011 | Al-Qadsia                            | 3 - 2     | Al-Ittihad                   | Mohammed Al-Hamad Stadium, Hawally       |
| 19:00 UTC+3        | Al Misha'an 45' · Al Khatib 57', 59' | Relatório | Fares 39' · Konate 55' (pên) | Público: 2,000 Árbitro: KOR Kim Sang-Woo |

Notes
- Nota 3: Al-Saqr vs Al-Qadsia transferido para o Kuwait e antecipado de 26 de Abril para 15 de Abril 2011 devido aos protestos no Iêmen.[4]
- Nota 4: Al-Saqr vs Shurtan Guzar transferido para a Síria devido aos protestos no Iêmen.[5]

### Grupo C
| 2 de Março de 2011 | Al-Faisaly Club            | 2 - 0     | Al-Jaish | Amman International Stadium, Amman                       |
| 17:00 UTC+2        | Saad 17' · Al Maharmeh 60' | Relatório |          | Público: 3,000 Árbitro: YEM Muokhtar Saleh Ali Al-Yarimi |

| 2 de Março de 2011 | Al-Nasr | 0 - 1     | Duhok    | Sabah Al Salem Stadium, Kuwait (cidade)        |
| 18:00 UTC+3        |         | Relatório | Haji 20' | Público: 1,000 Árbitro: UZB Vladislav Tseytlin |

| 16 de Março de 2011 | Duhok                                               | 4 - 2     | Al-Faisaly Club     | Duhok Stadium, Duhok                             |
| 15:30 UTC+3         | Suliman 25' · Jarjis 39' · Salah 78' · Mnajed 90+2' | Relatório | Bani Attia 20', 34' | Público: 17,000 Árbitro: BHR Ali Hasan Abdulnabi |

| 16 de Março de 2011 | Al-Jaish                 | 2 - 1     | Al-Nasr       | Abbasiyyin Stadium, Damascus                    |
| 17:00 UTC+2         | Al Haj 7' · Al Baour 70' | Relatório | Al Zeno 90+3' | Público: 9,000 Árbitro: TKM Charymurat Kurbanov |

| 12 de Abril de 2011 | Al-Faisaly Club                | 2 - 1     | Al-Nasr   | King Abdullah Stadium, Amman              |
| 17:00 UTC+3         | Al Attar 16' · Al Maharmeh 21' | Relatório | Jairo 85' | Público: 3,000 Árbitro: THA Apisit Aonrak |

| 12 de Abril de 2011 | Al-Jaish | 0 - 0     | Duhok | Abbasiyyin Stadium, Damascus             |
| 18:00 UTC+3         |          | Relatório |       | Público: 1,000 Árbitro: KOR Kim Sang-Woo |

| 27 de Abril de 2011 | Duhok | 0 - 1     | Al-Jaish     | Duhok Stadium, Duhok                                   |
| 16:30 UTC+3         |       | Relatório | Al Sayed 53' | Público: 20,000 Árbitro: QAT Banjar Mohammed Al-Dosari |

| 27 de Abril de 2011 | Al-Nasr | 0 - 1     | Al-Faisaly Club | Sabah Al Salem Stadium, Kuwait (cidade) |
| 18:45 UTC+3         |         | Relatório | Al Maharmeh 60' | Público: 500 Árbitro: KOR Lee Min-Hu    |

| 3 de Maio de 2011 | Duhok      | 1 - 0     | Al-Nasr | Duhok Stadium, Duhok                     |
| 16:30 UTC+3       | Jarjis 88' | Relatório |         | Público: 15,000 Árbitro: LIB Ali Sabbagh |

| 3 de Maio de 2011 | Al-Jaish      | 1 - 1     | Al-Faisaly Club | Abbasiyyin Stadium, Damascus                |
| 19:00 UTC+3       | Esmaeel 90+4' | Relatório | Mubaideen 78'   | Público: 2,000 Árbitro: IRN Hedayat Mombeni |

| 10 de Maio de 2011 | Al-Faisaly Club | 0 - 0     | Duhok | Amman International Stadium, Amman5                  |
| 19:00 UTC+3        |                 | relatório |       | Público: 8,000 Árbitro: BGD Shamsuzzaman Tayeb Hasan |

| 10 de Maio de 2011 | Al-Nasr | 0 - 4     | Al-Jaish                                           | Sabah Al Salem Stadium, Kuwait (cidade) |
| 19:00 UTC+3        |         | Relatório | Sabagh 51' · Al Haj 62' · Esmaeel 71' · Akra 90+1' | Público: 128 Árbitro: TJK Rustam Kholov |

Notas
- Nota 5: Al-Faisaly v Duhok transferido para o Amman International Stadium em Amman.[6]

### Grupo D
| 2 de Março de 2011 | Al-Talaba | 0 - 1     | Al-Wehdat    | Sulaymaniyah Stadium, Sulaymaniyah          |
| 14:30 UTC+3        |           | Relatório | Abutaima 64' | Público: 3,000 Árbitro: BHR Salah Al-Abbasi |

| 2 de Março de 2011 | Al-Suwaiq | 1 - 3     | Kuwait SC                      | Estádio de Seebe, Seebe                |
| 19:00 UTC+4        | Rabia 31' | Relatório | Fattah 7', 36' · Rogerinho 22' | Público: 500 Árbitro: IND Pratap Singh |

| 16 de Março de 2011 | Al-Wehdat                                                              | 5 - 1     | Al-Suwaiq    | King Abdullah Stadium, Amman                   |
| 17:00 UTC+2         | Attal 3' · Shelbaieh 7' (pên), 57' · Abu Hawaiti 9' · Abdul-Haleem 74' | Relatório | Al Alawi 72' | Público: 2,000 Árbitro: UZB Vladislav Tseytlin |

| 16 de Março de 2011 | Kuwait SC | 1 - 0     | Al-Talaba | Al Kuwait Sports Club Stadium, Kuwait (cidade) |
| 19:45 UTC+3         | Jumaa 58' | Relatório |           | Público: 600 Árbitro: YEM Muokhtar Al Yarimi   |

| 13 de Abril de 2011 | Al-Suwaiq    | 1 - 2     | Al-Talaba               | Estádio de Seebe, Seebe                |
| 19:30 UTC+4         | Al Alawi 71' | Relatório | Qassim 23' · Jabbar 43' | Público: 150 Árbitro: HKG Liu Kwok Man |

| 13 de Abril de 2011 | Kuwait SC      | 1 - 3     | Al-Wehdat                            | Al Kuwait Sports Club Stadium, Kuwait (cidade) |
| 20:00 UTC+3         | Al Kandari 27' | Relatório | Abu Hawaiti 29' · Shelbaieh 44', 80' | Público: 1,112 Árbitro: JPN Ryuji Sato         |

| 26 de Abril de 2011 | Al-Talaba | 1 - 1     | Al-Suwaiq    | Sulaymaniyah Stadium, Sulaymaniyah                   |
| 15:00 UTC+3         | Jabbar 8' | Relatório | Al-Saadi 75' | Público: 1,000 Árbitro: BGD Shamsuzzaman Tayeb Hasan |

| 26 de Abril de 2011 | Al-Wehdat | 1 - 0     | Kuwait SC | King Abdullah Stadium, Amman                    |
| 17:00 UTC+3         | Ali 46'   | Relatório |           | Público: 7,000 Árbitro: BHR Ali Hasan Abdulnabi |

| 3 de Maio de 2011 | Al-Wehdat | 0 - 0     | Al-Talaba | King Abdullah Stadium, Amman           |
| 17:00 UTC+3       |           | Relatório |           | Público: 2,000 Árbitro: VIE Vo Min Tri |

| 3 de Maio de 2011 | Kuwait SC | 0 - 0     | Al-Suwaiq | Al Kuwait Sports Club Stadium, Kuwait (cidade) |
| 20:20 UTC+3       |           | Relatório |           | Público: 400 Árbitro: THA Chaiya Mahapab       |

| 10 de Maio de 2011 | Al-Talaba | 1 - 2     | Kuwait SC                         | Sulaymaniyah Stadium, Sulaymaniyah                    |
| 18:00 UTC+3        | Abood 76' | Relatório | Al Ajmi 63' · Al Ateeqi 89' (pên) | Público: 3,000 Árbitro: QAT Banjar Mohammed Al-Dosari |

| 10 de Maio de 2011 | Al-Suwaiq    | 1 - 1     | Al-Wehdat     | Estádio de Seebe, Seebe              |
| 19:30 UTC+4        | Al Alawi 34' | Relatório | Barghothi 87' | Público: 600 Árbitro: KOR Lee Min-Hu |

### Grupo E
| 1 de Março de 2011 | Al-Ahed           | 1 - 2     | Arbil                    | Camille Chamoun Sports City Stadium, Beirute |
| 18:00 UTC+2        | Maatouk 87' (pên) | Relatório | Salah 38' · Khudhair 47' | Público: 1,500 Árbitro: TJK Rustam Kholov    |

| 1 de Março de 2011 | Al-Karamah              | 2 - 2     | Al-Oruba                   | Khaled bin Walid Stadium, Homs             |
| 19:00 UTC+2        | Al Hamawi 2' · Aodi 25' | Relatório | Darwish 48' · Mohammed 67' | Público: 11,254 Árbitro: THA Apisit Aonrak |

| 15 de Março de 2011 | Arbil     | 1 - 1     | Al-Karamah     | Franso Hariri Stadium, Arbil            |
| 17:00 UTC+3         | Ahmad 66' | Relatório | Al Nakdali 37' | Público: 21,000 Árbitro: KUW Ali Shaban |

| 15 de Março de 2011 | Al-Oruba      | 1 - 0     | Al-Ahed | Estádio de Seebe, Seebe                     |
| 19:00 UTC+4         | Al Mashri 25' | Relatório |         | Público: 400 Árbitro: KYR Dmitry Mashentsev |

| 12 de Abril de 2011 | Al-Ahed                                                | 4 - 1     | Al-Karamah | Camille Chamoun Sports City Stadium, Beirute |
| 18:00 UTC+3         | El Ali 45+1' · Maatouk 85' · Dakik 90+2' · Bazzi 90+4' | Relatório | Maowas 60' | Público: 1,200 Árbitro: THA Chaiya Mahapab   |

| 12 de Abril de 2011 | Arbil | 0 - 0     | Al-Oruba | Franso Hariri Stadium, Arbil                              |
| 18:00 UTC+3         |       | Relatório |          | Público: 12,000 Árbitro: YEM Muokhtar Saleh Ali Al-Yarimi |

| 27 de Abril de 2011 | Al-Karamah                          | 3 - 2     | Al-Ahed                | Abbasiyyin Stadium, Damasco6         |
| 16:00 UTC+3         | Al Hussain 37' · Al Hamawi 42', 66' | Relatório | El Ali 47' · Bazzi 79' | Público: 300 Árbitro: KUW Ali Shaban |

| 27 de Abril de 2011 | Al-Oruba | 0 - 5     | Arbil                                                             | Estádio de Seebe, Seebe                      |
| 19:00 UTC+4         |          | Relatório | Mubarak 4', 90+4' · Al Daoudi 8' (gc) · Shakour 65' · Ibrahim 80' | Público: 300 Árbitro: UZB Vladislav Tseytlin |

| 4 de Maio de 2011 | Arbil                                                                           | 6 - 2     | Al-Ahed                | Franso Hariri Stadium, Arbil                  |
| 18:00 UTC+3       | Mubarak 10' · Ahmad 27', 78' · Qaraman 33' · Zeineddine 37' (gc) · Mohammed 89' | Relatório | El Ali 16' · Dakik 19' | Público: 13,500 Árbitro: JOR Naser Al-Ghafary |

| 4 de Maio de 2011 | Al-Oruba   | 1 - 1     | Al-Karamah | Estádio de Seebe, Seebe                                  |
| 19:00 UTC+4       | Khamis 29' | Relatório | Hamwi 8'   | Público: 200 Árbitro: JOR Mohammad Mousa Khalaf Abu Loum |

| 11 de Maio de 2011 | Al-Ahed                        | 2 - 0     | Al-Oruba | Camille Chamoun Sports City Stadium, Beirut |
| 20:00 UTC+3        | El Ali 55' · Maatouk 78' (pên) | Relatório |          | Público: 200 Árbitro: JPN Ryuji Sato        |

| 11 de Maio de 2011 | Al-Karamah | 0 - 3     | Arbil                                    | Khaled bin Walid Stadium, Homs                 |
| 20:00 UTC+3        |            | Relatório | Abdul-Amir 43' · Ahmad 70' · Shakour 80' | Público: 1,000 Árbitro: IRN Yadollah Jahanbazi |

Notas
- Nota 6: Al-Karamah v Al-Ahed transferido para o Abbasiyyin Stadium em Damasco depois de aprovado pela AFC.[7]

### Grupo F
| 1 de Março de 2011 | Sriwijaya FC       | 1 - 1     | VB      | Jakabaring Stadium, Palembang      |
| 15:30 UTC+7        | Douglas 67' (g.c.) | Relatório | Ali 56' | Público: 5,403 Árbitro: CHN Fan Qi |

| 1 de Março de 2011 | Sông Lam Nghệ An     | 1 - 2     | TSW Pegasus                   | Vinh Stadium, Vinh                                      |
| 16:00 UTC+7        | Nguyen Hong Viet 13' | Relatório | Itaparica 82' (pên) · Guy 84' | Público: 5,000 Árbitro: MYS Mohd Nafeez Bin Abdul Wahab |

| 15 de Março de 2011 | VB         | 1 - 3     | Sông Lam Nghệ An                                                  | National Stadium, Malé                   |
| 16:00 UTC+5         | Ashfaq 18' | Relatório | Nguyen Quang Tinh 20' · Nguyen Ngoc Anh 60' · Ngo Hoang Thinh 85' | Público: 4,500 Árbitro: TPE Yu Ming-hsun |

| 15 de Março de 2011 | TSW Pegasus | 1 - 2     | Sriwijaya FC           | Tseung Kwan O Sports Ground, Hong Kong  |
| 20:00 UTC+8         | Carrijó 71' | Relatório | Gumbs 3' · Diano 90+5' | Público: 1,385 Árbitro: MYA Sgt Win Cho |

| 13 de Abril de 2011 | Sriwijaya FC                              | 3 - 1     | Sông Lam Nghệ An     | Jakabaring Stadium, Palembang            |
| 15:30 UTC+7         | Gumbs 13' · Gathuessi 76' · Sudarsono 78' | Relatório | Nguyễn Công Mạnh 58' | Público: 5,200 Árbitro: KOR Ko Hyung-Jin |

| 13 de Abril de 2011 | VB                                   | 3 - 5     | TSW Pegasus                                                          | National Stadium, Malé                 |
| 16:00 UTC+5         | Desmond 48' · Qasim 67' · Easa 90+1' | Relatório | Carrijó 15', 22', 24' · Lai Yiu Cheong 43' · Haneef Abdulla 50' (gc) | Público: 1,500 Árbitro: KUW Ali Shaban |

| 26 de Abril de 2011 | Sông Lam Nghệ An                       | 4 - 0     | Sriwijaya FC | Vinh Stadium, Vinh                            |
| 16:00 UTC+7         | Ngale 24', 33' · Fagan 57' · Bryan 61' | Relatório |              | Público: 6,000 Árbitro: KUW Yousef Al-Marzouq |

| 26 de Abril de 2011 | TSW Pegasus                                                | 3 - 0     | VB | Tseung Kwan O Sports Ground, Hong Kong     |
| 20:00 UTC+8         | Itaparica 35' · Chan Ming Kong 45+1' · Carrijó 90+3' (pên) | Relatório |    | Público: 1,005 Árbitro: KOR Kim Jong-Hyeok |

| 4 de Maio de 2011 | VB                     | 2 - 0     | Sriwijaya FC | National Stadium, Male                              |
| 16:00 UTC+5       | Qasim 10' · Lareef 81' | Relatório |              | Público: 1,000 Árbitro: KSA Marai Mohammed Al-Awaji |

| 4 de Maio de 2011 | TSW Pegasus      | 2 - 3     | Sông Lam Nghệ An                                         | Tseung Kwan O Sports Ground, Hong Kong                    |
| 20:00 UTC+8       | Carrijó 35', 75' | Relatório | Phan Như Thuật 45+2' · Bryan 84' · Ngô Hoàng Thịnh 90+2' | Público: 913 Árbitro: UAE Mohammed Abdulla Hassan Mohamed |

| 11 de Maio de 2011 | Sriwijaya FC                      | 3 - 2     | TSW Pegasus                           | Jakabaring Stadium, Palembang             |
| 15:30 UTC+7        | Gumbs 36' · Nasir 59' · Lasut 88' | Relatório | Lai Yiu Cheong 30' · Lee Hong Lim 75' | Público: 15,000 Árbitro: IND Pratap Singh |

| 11 de Maio de 2011 | Sông Lam Nghệ An                                                  | 4 - 2     | VB                                | Vinh Stadium, Vinh                              |
| 16:00 UTC+7        | Phan Như Thuật 19' · Nguyễn Công Mạnh 52' · Ngale 58' · Bryan 60' | Relatório | Ashfaq 89' (pên) · Mansaray 90+1' | Público: 4,000 Árbitro: BHR Ali Hasan Abdulnabi |

### Grupo G
| 2 de Março de 2011 | Victory      | 1 - 3     | Tampines Rovers                     | National Stadium, Malé                               |
| 16:10 UTC+5        | Shimaz 90+3' | Relatório | Croissant 28' · Đurić 37' · Ali 88' | Público: 4,500 Árbitro: BGD Shamsuzzaman Tayeb Hasan |

| 2 de Março de 2011 | Muangthong United                                    | 4 - 0     | Hà Nội T&T | Thunderdome Stadium, Nonthaburi        |
| 19:30 UTC+7        | Teerasil 21', 90+1' · Christian K. 54' · Anon S. 59' | Relatório |            | Público: 9,000 Árbitro: HKG Ng Kai Lam |

| 16 de Março de 2011 | Hà Nội T&T                         | 2 - 0 | Victory | Hang Day Stadium, Hanoi |
| 16:00 UTC+7         | Vo Duy Nam 6' · Cao Sy Cuong 90+3' |       |         | Árbitro: CHN Fan Qi     |

| 16 de Março de 2011 | Tampines Rovers | 1 - 1     | Muangthong United | Tampines Stadium, Singapura                    |
| 19:30 UTC+8         | Durić 23'       | Relatório | Pichitphong 31'   | Público: 1,975 Árbitro: IRN Yadollah Jahanbazi |

| 12 de Abril de 2011 | Hà Nội T&T           | 1 - 1     | Tampines Rovers | Hang Day Stadium, Hanoi                  |
| 16:00 UTC+7         | Nguyen Van Quyet 26' | Relatório | Durić 79'       | Público: 1,500 Árbitro: IND Pratap Singh |

| 12 de Abril de 2011 | Muangthong United | 1 - 0     | Victory | Thunderdome Stadium, Nonthaburi                         |
| 19:30 UTC+7         | Siaka 90+1'       | Relatório |         | Público: 6,290 Árbitro: MYS Mohd Nafeez Bin Abdul Wahab |

| 20 de Abril de 2011 | Victory | 0 - 4     | Muangthong United                             | National Stadium, Malé                             |
| 16:10 UTC+5         |         | Relatório | Kouakou 8', 45+4' · Naruphol 22' · Kabfah 68' | Público: 3,000 Árbitro: SRI Perera Hettikankanamge |

| 20 de Abril de 2011 | Tampines Rovers             | 3 - 1     | Hà Nội T&T    | Jalan Besar Stadium, Singapura             |
| 19:30 UTC+8         | Latiff 12', 22' · Đurić 70' | Relatório | Marronkle 28' | Público: 916 Árbitro: AUS Strebre Delovski |

| 3 de Maio de 2011 | Hà Nội T&T | 0 - 0     | Muangthong United | Hang Day Stadium, Hanoi                  |
| 16:00 UTC+7       |            | Relatório |                   | Público: 2,000 Árbitro: TPE Yu Ming-hsun |

| 3 de Maio de 2011 | Tampines Rovers                            | 4 - 0     | Victory | Jalan Besar Stadium, Singapura         |
| 19:30 UTC+8       | Sulaiman 18' · Latiff 44' · Durić 57', 80' | Relatório |         | Público: 876 Árbitro: KOR Ko Hyung-Jin |

| 10 de Maio de 2011 | Muangthong United                            | 4 - 0     | Tampines Rovers | Thunderdome Stadium, Nonthaburi               |
| 19:30 UTC+7        | Kouakou 51' · Anon 60', 85' · Jakkraphan 72' | Relatório |                 | Público: 7,346 Árbitro: KUW Yousef Al-Marzouq |

| 10 de Maio de 2011 | Victory | 0 - 1     | Hà Nội T&T      | National Stadium, Male                |
| 16:10 UTC+5        |         | Relatório | Lê Hồng Minh 4' | Público: 600 Árbitro: MYA Sgt Win Cho |

### Grupo H
| 2 de Março de 2011 | Kingfisher East Bengal                         | 4 - 4     | Chonburi                                | Salt Lake Stadium, Kolkata                         |
| 17:00 UTC+5:30     | Ozbey 8', 22' · Sahni 74' · R. Singh 82' (pên) | Relatório | Pipob 29', 47' · Adul 43' · Ekaphan 53' | Público: 2,000 Árbitro: SRI Perera Hettikankanamge |

| 2 de Março de 2011 | South China     | 1 - 1     | Persipura Jayapura | Hong Kong Stadium, Hong Kong             |
| 20:00 UTC+8        | Chan Siu Ki 59' | Relatório | B. Solossa 39'     | Público: 9,558 Árbitro: KOR Ko Hyung-Jin |

| 16 de Março de 2011 | Persipura Jayapura                                         | 4 - 1     | Kingfisher East Bengal | Mandala Stadium, Jayapura            |
| 18:00 UTC+9         | Bonai 16' · B. Solossa 19' · Bonsapia 62' · Mandowen 90+3' | Relatório | Ozbey 22'              | Público: 700 Árbitro: VIE Vo Min Tri |

| 16 de Março de 2011 | Chonburi                                               | 3 - 0     | South China | Chonburi Municipality Stadium, Chonburi      |
| 19:00 UTC+7         | Natthaphong 27' · Therdsak 83' (pên) · Arthit S. 90+3' | Relatório |             | Público: 6,500 Árbitro: OMA Ibrahim Al-Hosni |

| 13 de Abril de 2011 | Persipura Jayapura                | 3 - 0     | Chonburi | Mandala Stadium, Jayapura7                |
| 18:00 UTC+9         | Pae 9' · Bonai 43' · Mandowen 83' | Relatório |          | Público: 20,000 Árbitro: TPE Yu Ming-hsun |

| 13 de Abril de 2011 | South China | 1 - 0     | Kingfisher East Bengal | Hong Kong Stadium, Hong Kong            |
| 20:00 UTC+8         | Kežman 69'  | Relatório |                        | Público: 7,366 Árbitro: MYA Sgt Win Cho |

| 26 de Abril de 2011 | Kingfisher East Bengal             | 3 - 3     | South China                                               | Barabati Stadium, Cuttack8                               |
| 17:00 UTC+5:30      | Ozbey 20', 90+4' (pên) · Sahni 69' | Relatório | Kwok Kin Pong 58' · Cheng Lai Hin 87' · Li Haiqiang 90+3' | Público: 3,000 Árbitro: IRQ Kadhoum Odah Lazeem Al-Saedi |

| 26 de Abril de 2011 | Chonburi                                        | 4 - 1     | Persipura Jayapura | Chonburi Municipality Stadium, Chonburi |
| 19:00 UTC+7         | Suree 16' · Pipob 36', 72' · Therdsak 42' (pên) | Relatório | Paulin 75'         | Público: 6,821 Árbitro: JPN Ryuji Sato  |

| 3 de Maio de 2011 | Persipura Jayapura                                     | 4 - 2     | South China                      | Mandala Stadium, Jayapura7                               |
| 18:00 UTC+9       | Krangar 23' · B. Solossa 44', 60' (pên) · Pangkali 77' | Relatório | Xu Deshuai 36' · Ng Wai Chiu 86' | Público: 15,000 Árbitro: MYS Mohd Nafeez Bin Abdul Wahab |

| 3 de Maio de 2011 | Chonburi                                          | 4 - 0     | Kingfisher East Bengal | Chonburi Municipality Stadium, Chonburi |
| 19:00 UTC+7       | Ney Fabiano 45+1' · Therdsak 49' · Pipob 51', 69' | Relatório |                        | Público: 6,897 Árbitro: CHN Fan Qi      |

| 10 de Maio de 2011 | Kingfisher East Bengal | 1 - 1     | Persipura Jayapura | Salt Lake Stadium, Kolkata           |
| 17:00 UTC+5:30     | Sahni 46'              | Relatório | Bonai 3'           | Público: 400 Árbitro: KUW Ali Shaban |

| 10 de Maio de 2011 | South China | 0 - 3     | Chonburi                          | Hong Kong Stadium, Hong Kong                 |
| 20:00 UTC+8        |             | Relatório | Ney Fabiano 61' · Sukree 67', 73' | Público: 3,629 Árbitro: AUS Strebre Delovski |

Notas
- Nota 7: As duas últimas partidas do Persipura Jayapura foram transferidos para o Mandala Stadium em Jayapura depois de aprovado pela AFC.[8]
- Nota 8: Kingfisher East Bengal v South China transferido para Barabati Stadium em Cuttack devido às eleições da assembléia estadual que acarretaria falta de policiamento para a partida em Kolkata.[9]